# Phobia (The Kinks)
Phobia è un album discografico del gruppo rock britannico The Kinks, pubblicato nel 1993.

## Tracce
1. Opening - 0:38
2. Wall of Fire - 5:01
3. Drift Away - 5:05
4. Still Searching - 4:52
5. Phobia - 5:16
6. Only a Dream - 5:04
7. Don't - 4:36
8. Babies - 4:47
9. Over the Edge - 4:20
10. Surviving - 6:00
11. It's Alright - Don't Think About It - 3:34
12. Informer - 4:03
13. Hatred - A Duet - 6:06
14. Somebody, Stole My Car - 4:04
15. Close to the Wire - 4:01
16. Scattered - 4:11
17. Did ya - Bonus Track